# Get Rich Quick Porky
Pour plus de détails, voir Fiche technique et Distribution.
Get Rich Quick Porky est un cartoon Looney Tunes réalisé par Bob Clampett en 1937.